# Bokeh

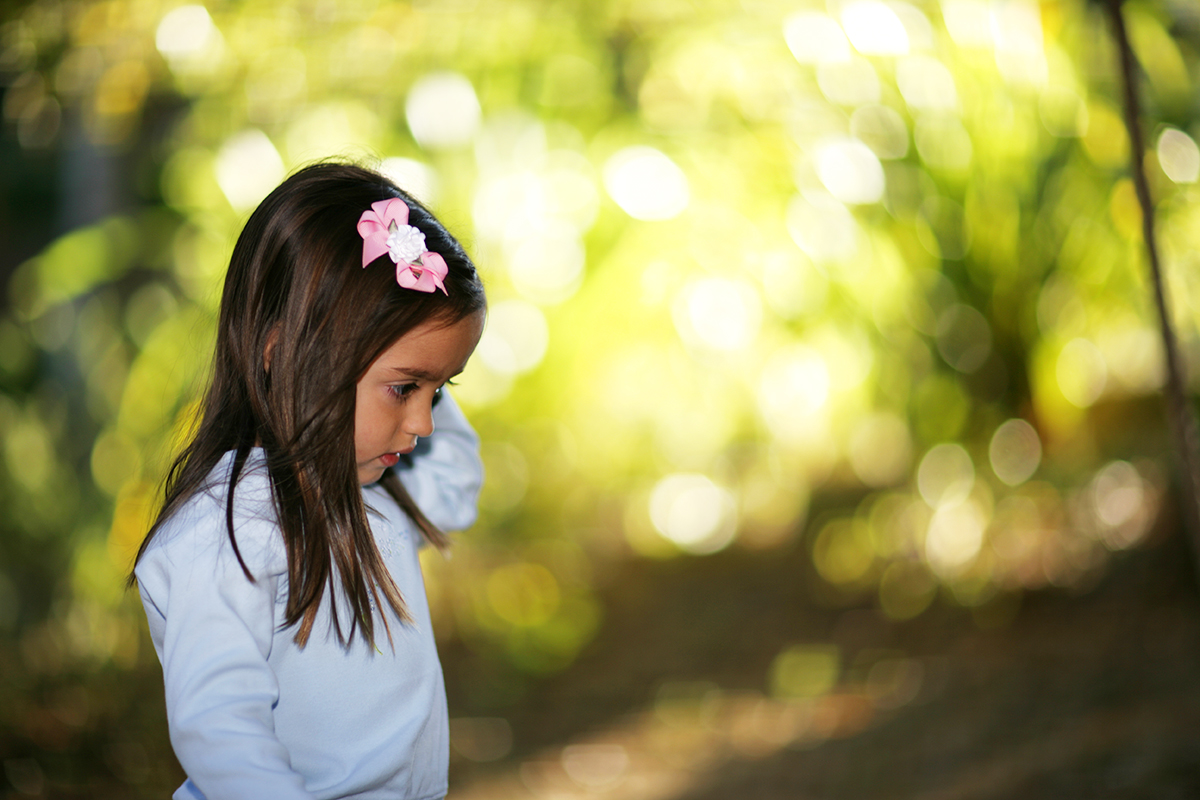
Bokeh

Výrazem bokeh (čti boke, lze tak i psát; z japonského boke ぼけ/暈け, „rozostření“) se ve fotografii označují estetické kvality částí snímků, nacházejících se mimo rovinu ostrosti. Vzhled a tvar rozptylových kroužků (oblastí, do nichž se zobrazí nezaostřený bod) ovlivňuje velké množství faktorů, mimo jiné konstrukce objektivu, tvar a počet lamel clony a nastavené zaclonění.
Určení kvality bokehu není jednoznačné kvůli subjektivnímu pohledu každého člověka, ale existuje několik často objevujících se efektů, díky kterým můžeme fotografii posoudit. Za „dobrý bokeh“ se ve většině případů považuje plynule rozmazané pozadí, které je obzvláště důležité pro fotografie, u kterých chceme, aby hlavní objekt více vyniknul vůči pozadí, například makrofotografie. Bokeh je také důležitý pro střední teleobjektivy (obvykle 70–150 mm), využívané v portrétní fotografii.

## Charakteristiky, ovlivňující vzhled bokehu

### Ohnisková vzdálenost objektivu
Čím větší je ohnisková vzdálenost objektivu, tím plynulejší je rozmazání pozadí a vyšší stupeň rozmazání oblastí, mimo plochu zaostření.

### Vzdálenost objektu
Čím blíž k minimální zaostřovací vzdálenosti se nachází objekt, tím více se bude rozmazávat bokeh. Proto i u objektivů s menší ohniskovou vzdálenosti je možné dosáhnout měkkého rozmazání pozadí snímáním detailů, když je zaostřovací oblast co nejblíže k objektivu.

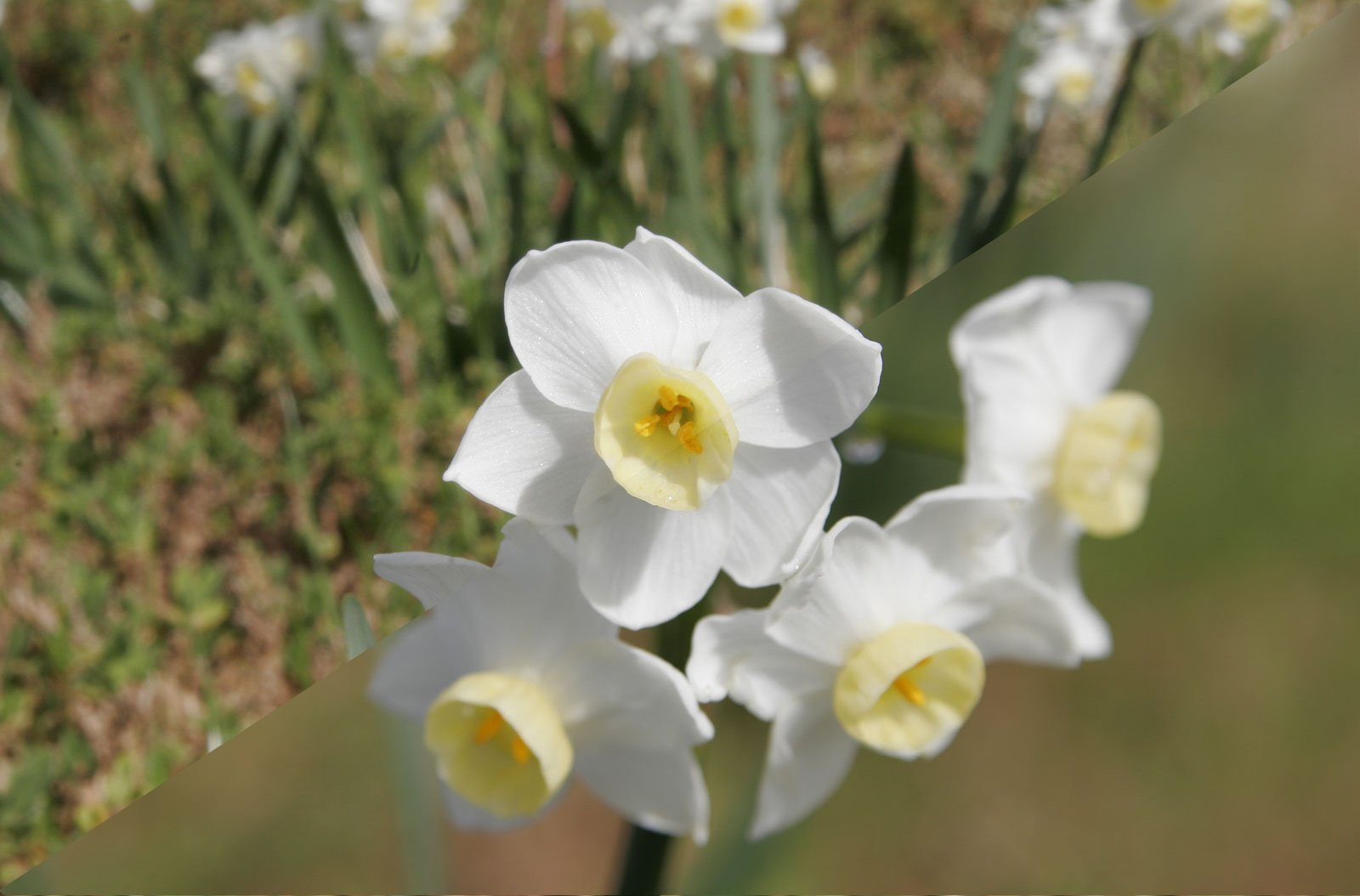
Porovnání f / 32 (levý horní roh) a f / 5 (pravý dolní roh).

### Světelnost objektivu
Čím větší je maximální otvor clony (čím menší je číslo f/), tím snazší je dosáhnout silného rozmazání obrazu v oblastech mimo zaostření.

### Optický design objektivu
Malá hloubka ostrosti je důležitá pro fotografii a zejména pro portrétní fotografii. Společnosti se snaží vytvořit nejlepší pro tyto účinky objektivy. Optický design nebo schéma objektivu ve skutečnosti vytváří individuální vzor pro každý objektiv zvlášť.
Carl Zeiss je legendární značka ve světě fotografie, která významně přispěla k rozvoji technologie fotografických čoček vynálezem optických schématu designu objektivů, které se dodnes používají výrobci.

#### Optická schémata designu objektivů Carl Zeiss
- Planar

Planární schéma objektivů je dobře známá díky objektivům Helios. Tyto objektivy se stále vyrábějí a jsou vynikající u specifického „zkrouceného“ bokehu neboli tzv. „swirly bokeh“ efektu.
- Tessar

U fotografování s objektivy se schématem Tessar se často stává, že světelné body mimo zónu zaostření budou vykresleny jako kruhy, přičemž světlo bude soustředěno u okrajů kruhů. Tento efekt se ve fotografii nazývá efekt mýdlových bublin a objevuje se u objektivů, špatně korigovaných na sférickou aberaci
- Sonnar

Ve srovnání se schématem Planar mají čočky Sonnar více aberací, ale mají lepší kontrast a odolnost proti protisvětlu. Ve srovnání s objektivy typu Tessar – Sonnar má méně aberací a má větší maximální otvor clony (menší minimální číslo f/). Bokeh vytvořený objektivy se schématem Sonner je klasické jemně rozostřené pozadí, ideální pro portrétní fotografie.
- Distagon

Distagon je optický design vyvinutý společností Solinger speciálně pro širokoúhlé objektivy. Optický design modelu Distagon je velmi asymetrický: přední prvky jsou mnohem větší než zadní a mají konvexní sférický tvar.
Díky výjimečné světelnosti a kruhové cloně objektivy vytváří nádherně hladký efekt bokeh.
Nyní však existují objektivy se systémy, které umožňují fotografovi specificky upravit způsob, jakým se vykreslí oblasti mimo zaostřovací plochu. Konstrukce některých objektivů se vyznačuje možnostmi nastavení bokehu.

#### Objektivy s možností pokročilého ovládaní bokehu

##### Nikon AF DC-NIKKOR 105 mm f/2D a Nikon AF DC-NIKKOR 135 mm f/2D
Jsou to krátké teleobjektivy, které se vyznačují jedinečným ovládáním obrazu a systémem kontroly bokehu Defocus Image Control (DC). V objektivech je zabudována teleskopická sluneční clona, která je součástí funkci Defocus Control. Kromě toho je objektiv vybaven clonovým kroužkem. Pomocí tohoto ovládacího prvku je možné kontrolovat rozostření oblast mimo ohniskovou rovinou, totiž kroužek umožňuje korekci sférické aberace.

##### Sony 135 mm f/2.8 STF
Sony (Smooth Trans Focus) STF 135 mm f / 2.8 T / 4.5. Tento objektiv je vybaven technologií Smooth Trans Focus a používá apodizační optiku k rozptýlení okrajů prvků mimo zaostření, což je činí ještě hladšími, než dokáže standardní objektiv.
Apodizační filtr je odstupňovaný filtr neutrální hustoty, který je umístěn uvnitř zadní části objektivu. Filtr pomáhá zjemnit hranice rozostřených světelných bodů bokehu a také způsobí všeobecné vyhlazení oblastí rozostření.
Kromě výše zmíněného objektivu stejná technologie může být nalezena například u objektivů Sony FE 100mm F2.8 STF GM OSS a Fujifilm XF 56 mm f/1.2 R APD

##### Sigma 135mm f/2.8 YS
Jedná se o objektiv, který využívá Sigma YS „Focusing System“. Toto je sekundární zaostřovací kroužek pro zaostření u makrofotografie (1: 5 až 1: 3). Automatické zaostřování se nastavuje, když je zaostřovací kroužek otočen do nekonečna.

#### Jiné objektivy
- V roce 2015 zahájila společnost Meyer Optik USA Inc. kampaň Kickstarter na výrobu nového objektivu Trioplan f2.9 / 50 založeného na objektivu původně vyrobeném společností Hugo Meyer & Co. Právě bokeh je hlavní výsadou Trioplanů. Konstrukce clony sestávající z velkého počtu lamel (12–15) jednoduše nabídne úplně jinou kvalitu než současné objektivy s max. 9 lamelami. I při nejmenším možném clonovém čísle je bokeh velmi měkký, sametový, při zaclonění nabídne v protisvětle líbivé kroužky.
- Anamorfní čočky. Použití anamorfních čoček způsobí, že se bokeh bude zobrazovat odlišně podél vodorovné a svislé osy čočky a stane se elipsoidním ve srovnání s těmi ve sférických čočkách.

- V roce 2016 společnost Apple Inc. uvedla na trh iPhone 7 Plus, který dokáže pořizovat snímky v „portrétovém režimu“ (efekt podobný bokeh). Podobný efekt má i Samsung Galaxy Note 8.
- V roce 2017 společnost Vivo uvedla smartphone se dvěma předními kamerami pro selfie s efektem bokeh. První kamera s rozlišením 20 MP (Megapixel) s clonou f/2.0, využívá 1/2.78 snímač, zatímco druhá kamera s rozlišením 8 MP f/2.0, zachycuje informace o hloubce. Bokeh lze vytvořit kombinací obou objektivů a snímků.
- Na začátku roku 2018 byl uveden na trh smartphone Honor 9 Lite se čtyřmi fotoaparáty (dvěma duálními objektivy). Přední i zadní fotoaparát mají hlavní objektiv s rozlišením 13 MP a objektiv 2 MP pro zachycení informací o hloubce bokehu.

#### Telekonvertor (Extender)
Telekonvertor sníží množství světla dopadajícího na film nebo senzor ve fotoaparátu a například telekonvertor 2× zdvojnásobuje ohniskovou vzdálenost a minimální clonové číslo daného objektivu.

## Specifické efekty, vznikající v bokehu
V oblastech rozostření na fotografiích občas vznikají mimořádné efekty, které mohou být způsobeny konstrukcí a charakteristikou objektivu, zvláštnostmi čoček, tvarem clony nebo světlem. Ve většině případů jsou tyto jevy nežádoucí a přitahující pozornost k vedlejším plánům fotografie, ale některé z těchto efektů se mohou využívat záměrně.

#### Kruh zmatenosti obrazu (circle of confusion)
V oblastech mimo zaostření se každý světelný bod stává odrazem clony. V závislosti na tom, jak je objektiv korigován na sférickou aberaci, může být disk rovnoměrně osvětlený, světlejší blízko okrajům (efekt mýdlových bublin) nebo světlejší blízko středu.

#### Sférická aberace

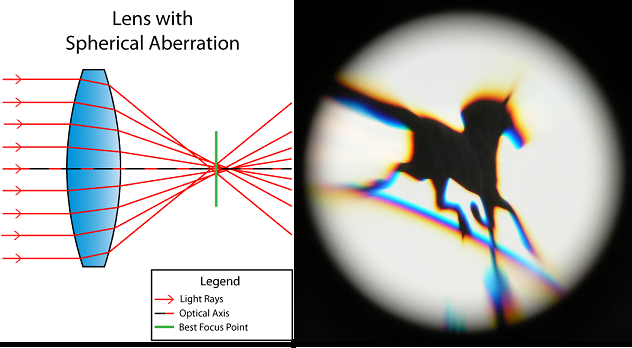
Projev sférické aberace v pokřivení obrazu

Objektivy, které jsou špatně korigovány na sférickou aberaci budou ukazovat jeden druh disku pro neostré body před rovinou zaostření a jiný druh pro body vzadu.
Sférická aberace je jev, při kterém dochází k pokřivení obrazu na krajích fotografie. Důvodem vzniku zakřivení je samotná konstrukce čočky, kdy dochází k různému přelomení světla na okraji a ve středu čočky.

#### Chromatické aberace
Chromatické aberace neboli barevné lemy se objevují nejen v zaostřené části snímku, ale i v bokehu a to samozřejmě ruší původní estetický záměr vznikem nepatřících do scény barev. Chromatické aberace se mohou objevovat jak v bokehu, tak i v zaostřených oblastech.
Světlo, obsahující několik barev, prochází prostorem na různých délkách vln, což znamená odlišnou rychlost, a když toto světlo prochází čočkou, různé barvy se lámou pod mírně odlišnými úhly. To způsobí, že se kolem objektů v obraze objeví barevné proužky, zejména v blízkosti okrajů, kde je světlo ohnuto více než světlo procházející čočkou v blízkosti optické osy.

#### Zdvojené obrysy
Zdvojené obrysy v bokehu nejčastěji vznikají při postprodukci fotografií. Kvůli přehnané korekci sférické aberaci, obrysy všech rozostřených prvků se zesilní a vizuálně bude vypadat, že se všechny objekty v rozostřených oblastech opakují dvakrát. Může to vypadat dobře, ale nejčastěji se považuje za rušivý, přitahující pozornost element.

#### Tvar clony
U konvenčních designů objektivů (s kulatými clonami nebo u objektivů s více než 11 lamelovou clonou (Blade Iris Diaphragm)) skoro netvoří problém, ale u objektivů s menším počtem lamel clony při nastaveném větším clonovém čísle, tj. méně otevřené cloně, mají rozostřené světelně body tvar polygonální, tudíž tvar clony. Z tohoto důvodu mají některé objektivy lamely se zakřivenými hranami, aby se clona spíše více přibližovala  kruhu než polygonu. Od roku 1987 je společnost Minolta v popředí propagace a zavádění objektivů s téměř ideálními kruhovými otvory. Většina ostatních výrobců již také ale nabízí objektivy, jejichž clony dosahují taktéž téměř dokonalého tvaru bokehu, alespoň tedy pro oblast portrétní fotografie.
O objektivech s 11, 12 nebo 15 lamelovou clonou se často tvrdí, že vynikají kvalitou bokehu. Z tohoto důvodu nemusí čočky dosahovat širokých otvorů, aby získaly lepší kruhy (místo polygonů). V minulosti byly objektivy se širokou clonou (f/2, f/2.8) velmi drahé kvůli složitému matematickému designu.
Fotografové občas využívají princip vzniku tvaru bokehu pro umělecké záměry. Je totiž možné změnit diskovitý tvar bokehu na zcela libovolný obrazec. V zásadě stačí vytvořit vlastní „clonu“ a usadit ji před objektiv. Některé objektivy (např. Lensbaby aj) umožňují vkládání clonek s jiným, než kruhovým/polygonálním tvarem. Jejich použitím světelné body v bokehu mohou být tvarovány do různých forem. Zvolený obrazec se pak objeví v rozostřených světelných bodech a nahradí kruhovitý tvar bokehu.

#### Vířivost (swirling effect)
Kvůli šikmému průchodu světla objektivem při okrajích snímku může dojít k „šišatění“ světelných bodů směrem k okrajům, pokud je tento efekt výrazný, může bokeh vypadat jako kruhové.
Při vytahování ze středu rámečku může zavedení bokeh ve tvaru elipsy způsobit „vířící efekt“ v obraze. Některé objektivy jsou speciálně navrženy tak, aby vytvářely tento efekt, například objektiv Lomography Petzval 85 mm f/2.2.

#### Cibulové kroužky
Typický problém vznikající použitím asférických čoček, projevuje se formou cibulových kroužků v rozostřených světelných bodech.
Jde o čočky, jejichž povrch má komplexní tvar, a není výsekem kouli, jako je tvar sférické čočky. Asférické čočky v objektivu slouží zejména ke korekci sférické aberace. Cibulové kroužky vznikají kvůli metodě výroby, kdy se složitý tvar čočky dobrušuje od středu speciálním nástrojem a zanechává mikroskopické stopy po obrábění. Formy letokruhu vznikají kvůli nerovnost povrchu, která je mikroskopická, ale na snímku se projevuje.

## Simulace bokehu pomocí softwaru

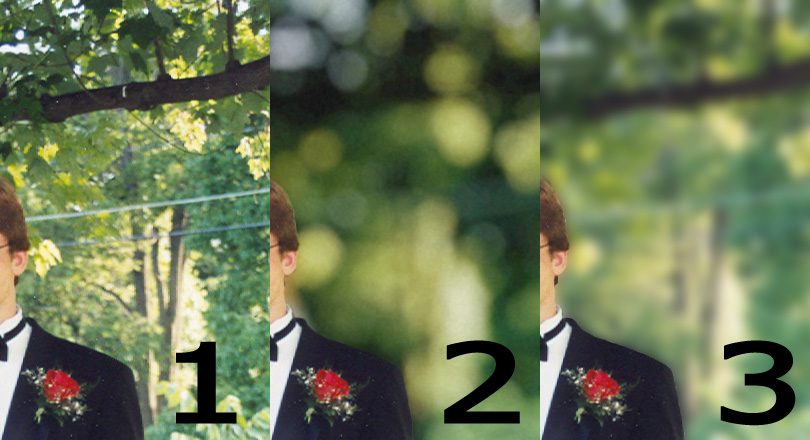
1 – žádné rozmazání. 2 – bokeh, vytvořený v redaktoru. 3 – bokeh, vytvořený objektivem

Efekt malé hloubky ostrosti lze simulovat zpracováním fotografií v grafickém editoru. Toto rozmazání se však bude lišit od bokehu vytvořeného objektivem fotoaparátu, protože úroveň rozmazání objektů u digitální kamery závisí na jejich vzdálenosti od zaostřovací roviny, kromě toho bokeh produkovaný kamerou je měkčí a jemnější. Reprodukce, blížící se k opravdovému bokehu pomocí následného zpracování obrazu je velmi problematická. Ve Photoshopu je optimálního rozmazání dosaženo filtrem Lens Blur (rozmazání v malé hloubce ostrosti).
Existují však samostatné programy a doplňky k programům, simulující rozostřené pozadí, jako jsou například Alien Skin Bokeh nebo ON1 Photo RAW. Tyto programy samozřejmě neposkytnou ideální podobnost, ale mohou tento efekt docela kvalitativně simulovat.
Některé pokročilé digitální fotoaparáty mají funkce bokeh, které pořizují několik snímků s různými clonami a zaostřením a poté je následně komponují do jednoho snímku. Pokročilejší systémy bokeh využívají hardwarový systém 2 snímačů, jeden snímač pořizuje fotografii jako obvykle, zatímco ostatní zaznamenávají informace o hloubce. Po pořízení fotografie lze na snímek aplikovat efekt bokeh a přeostření.